# N4-Méthylcytidine
La N4-méthylcytidine (m4C) est un nucléoside dont la base nucléique est la N4-méthylcytosine, un dérivé méthylé de la cytosine, l'ose étant le β-D-ribofuranose. Elle est présente naturellement dans certains ARN ribosomiques.